# جينا لي
جينا لي (بالصينية: 李千那) هي مغنية وممثلة صينية، ولدت في 22 نوفمبر 1984 في تايوان.

## وصلات خارجية
- جينا لي على موقع IMDb (الإنجليزية)
- جينا لي على موقع ديسكوغز (الإنجليزية)
- جينا لي على موقع قاعدة بيانات الفيلم (الإنجليزية)